# Harutiun Schahrigian

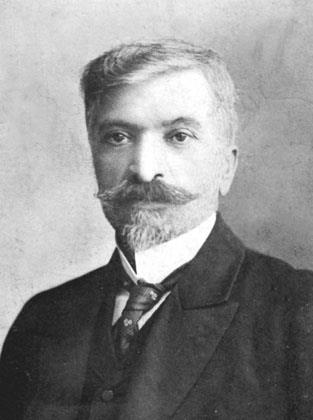
Harutiun Schahrigian

Harutiun Schahrigian (türkisch Harutün Şahrigyan, armenisch Հարություն Մկրտիչի Շահրիկյան; * 1860 in Schabin-Karahisar, Osmanisches Reich; † 1915 in Ankara) war ein armenischer Rechtsanwalt, Schriftsteller und Politiker. Er ist besser bekannt unter seinen Spitznamen Adom/Atom (Ատոմ) oder Nitra (Նիթրա), spielte eine wichtige Rolle innerhalb der Armenischen Revolutionären Föderation (ARF) und war ein Mitglied der Armenischen Nationalversammlung sowie Autor zahlreicher Veröffentlichungen über die Armenierfrage. Er fiel dem Völkermord an den Armeniern zum Opfer.

## Leben
Harutiun Schahrigian wurde 1860 in Schabin-Karahisar im osmanischen Vilâyet Sivas, heute in der türkischen Provinz Giresun, geboren. Schahrigian schloss das Galatasaray-Gymnasium in Istanbul ab. Er setzte sein Studium an der Darülfünun, der Universität von Istanbul, fort und graduierte 1880 mit einem Doktorgrad für Rechtswissenschaften.
Später siedelte er sich in Trabzon an, wo er von 1889 bis 1895 als Rechtsanwalt arbeitete. Während seiner Karriere verteidigte er Armenier, die wegen politischer Aktivität unter dem „Sultan“ Abdülhamid II. inhaftiert wurden. Während der Massaker an den Armeniern 1894–1896 wurde er 1895 selbst inhaftiert. 1897 floh er nach 13-monatiger Haft und ließ sich zunächst in Batumi, später in Tiflis nieder. Dort setzte er seine Anwaltskarriere fort und arbeitete mit Alexander Mantaschew. Am 25. Juli 1897 ging er nach Salmas, Persien, um die von der Armenischen Revolutionären Föderation organisierte Chanasor-Expedition zu koordinieren. Schahrigian nahm vom 16. bis 26. Januar 1898 am Kongress der ARF-Körperschaften für Ostarmenien in Tiflis teil. Dort diente er von 1901 bis 1903 im sogenannten Potorig-Komitee.
Schahrigian und Awetik Sahakjan waren für die Operationen der ARF in der Region Baku (Voskanapat) und den nördlichen Regionen (Russland) verantwortlich. Von 1905 bis 1906 organisierte er den Transport und die Lieferung von Waffen an die Front, um die Verteidigung der Armenier während der Auseinandersetzungen mit den Tataren 1905–1907 im Kaukasus zu sichern.
Nach der Jungtürkischen Revolution 1908 zog er nach Istanbul, wo er an der Armenischen Nationalversammlung teilnahm und den Bezirk Üsküdar repräsentierte. Er trug auch zur Zeitung Azadamard bei. Während des Völkermords an den Armeniern ab 1915 wurde er nach Ayaş deportiert, wo er gefoltert und schließlich in der Umgebung Ankaras ermordet wurde.